# Xpujil (zona arqueológica)

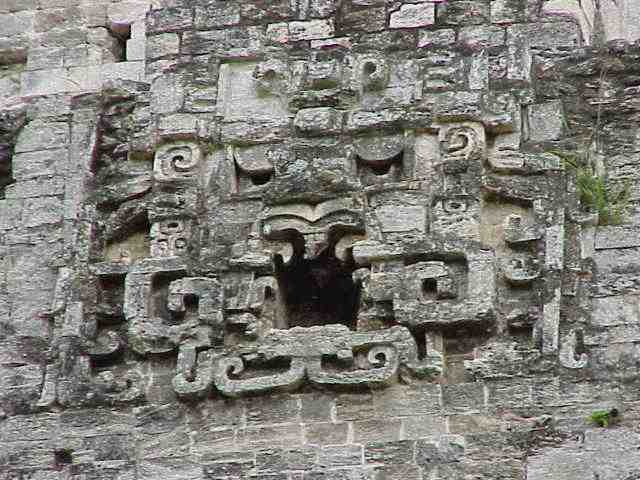
Imagen de detalle de la parte trasera de la torre central de la denominada Estructura I de Xpujil.

La zona arqueológica de Xpujil (también se escribe Xpuhil) (del maya: 'Cola de gato'), es el área donde se encuentra un yacimiento arqueológico maya precolombino, localizada en el sureste del estado de Campeche, en la Península de Yucatán, México. Esta zona arqueológica se encuentra muy cercana de la población de Xpujil, al poniente de la frontera con el colindante estado de Quintana Roo y está rodeada de otros sitios que contienen vestigios mayas como Becán y Río Bec. Un poco más al sur, también en Campeche se encuentra el importante centro ceremonial de Calakmul.
Existe evidencia arqueológica de que este sitio pudo haber sido habitado desde el año 400 a. C. La población precolombina de Xpujil alcanzó su cúspide entre los años 500 y 750 d. C., durante el periodo clásico mesoamericano y declinó hacia el año 1100.
El sitio fue redescubierto en los años 1930s. A la fecha, se han excavado 17 grupos constructivos que siguen casi todos el estilo de Río Bec. La estructura I tiene el interés particular de que no es de tal estilo.